# Walter Laqueur
Pour les articles homonymes, voir Laqueur.
Walter Ze'ev Laqueur, né le 26 mai 1921 à Breslau (Province de Basse-Silésie) qui est devenu en mai 1945 Wrocław (ville polonaise), mort le 30 septembre 2018 à Washington (États-Unis), est un historien et un éditorialiste politique allemand d'origine juive et naturalisé américain.

## Biographie
En 1938, Walter Laqueur quitte l'Allemagne pour la Palestine mandataire. Ses parents, qui ne pouvaient pas partir, meurent durant la Shoah. Lors de la création de l'État juif le 14 mai 1948, il reste sur place, mais quitte Israël en 1953. Il s'établit alors au Royaume-Uni puis aux États-Unis.
Il est directeur de l'Institut d'histoire contemporaine et de la bibliothèque Wiener à Londres de 1965 à 1994. Il fonde et édite le Journal of Contemporary History avec George Mosse, Survey de 1956 à 1964 et les Washington Papers.
À partir de 1969, il est membre puis président (jusqu'en 2000), de l'International Research Council CSIS à Washington. Il est professeur de l'histoire des idées à l'université Brandeis de 1968 à 1972 et professeur à l'université de Georgetown de 1976 à 1988. Il est professeur affilié d'histoire et de politique à Harvard, à l'université de Chicago, à l'université de Tel Aviv et à l'université Johns-Hopkins.
Ses principaux travaux traitent de l'histoire européenne au XIXe siècle et au XXe siècle, plus particulièrement  de l'histoire russe, de l'histoire allemande et de l'histoire du Moyen-Orient. Il a écrit sur de nombreux thèmes : les mouvements de jeunesse allemande, le sionisme, l'histoire d'Israël, l'histoire culturelle de la République de Weimar et de la Russie, le communisme, la Shoah, le fascisme et l'histoire diplomatique de la guerre froide, et l'antisémitisme, ancien et nouvel.
Ses livres sont traduits dans de nombreuses langues et ses travaux ont porté sur la violence politique, la guérilla et le terrorisme.

## Ouvrages

### Ouvrages traduits en français
- La vraie guerre du Kippour, Paris, Calmann-Lévy, 1974.
- Weimar : Une histoire culturelle de l'Allemagne des années 20, Paris, Robert Laffont, 1978  (ISBN 978-2221001066) ; rééd. Les Belles Lettres, coll. "Le goût de l'Histoire", 2021,  (ISBN 978-2251452258) ;
- Histoire du sionisme, Paris, éd. Gallimard, 1994, 2 volumes, 881 pages,  (ISBN 978-2070732524) ;
- Histoire des droites en Russie, Paris, éd. Michalon, 1996;  (ISBN 978-2841860081) ;
- L'antisémitisme dans tous ses états : Depuis l'Antiquité jusqu'à nos jours, éd. Markus Haller, 2010,  (ISBN 978-2940427086) ;
- Le terrifiant secret, La solution finale et l'information étouffée (Titre original : The Terrible Secret: Suppression of the Truth about Hitler's « Final Solution », 1980), Paris, éd. Gallimard, 1981 ; rééd. 2010  (ISBN 2-070-13121-1).

### En Éditions originales
Classés par ordre chronologique.
- (en) Communism and Nationalism in the Middle East, Londres, Routledge & Paul 1956.
- (en) Nasser's Egypt, Londres : Weidenfeld and Nicolson, 1957.
- (en) The Middle East in Transition: Studies in Contemporary History, New York : Praeger, 1958.
- (en) The Soviet Union and the Middle East, Londres, Routledge K. Paul 1959.
- (en) Young Germany: a History of the German Youth Movement, New York : Basic Books, 1962.
- (de) Neue Welle in der Sowjetunion : Beharrung und Fortschritt in Literatur und Kunst, Vienne : Europa Verlag, 1964.
- (en) Russia and Germany; A Century of Conflict, Londres, Weidenfeld & Nicolson 1965.
- (en) The Fate of the Revolution: Interpretations of Soviet History, Londres : Weidenfeld & Nicolson, 1967, rééd. New York : Scribner's, 1987.  (ISBN 0-684-18903-8)
- (en) The Road to Jerusalem; The Origins of the Arab-Israeli Conflict, 1967, New York, Macmillan 1968.
- (en) The Road to War, 1967: the Origins of the Arab-Israel Conflict, Londres : Weidenfeld & Nicolson, 1969.
- (en) The Struggle for the Middle East: the Soviet Union in the Mediterranean, 1958-1968, Londres : Routledge & Kegan Paul, 1969.
- (de) Coécrit avec George L. Mosse, Linksintellektuelle zwischen den beiden Weltkriegen, Munich : Nymphenburger Verlagshandlung, 1969.
- (en) Europe Since Hitler, Londres : Weidenfeld & Nicolson, 1970.
- (en) A Dictionary of Politics, Londres : Weidenfeld & Nicolson, 1971.  (ISBN 0-297-00091-8)
- (en) Out of the Ruins of Europe, New York : Library Press, 1971.  (ISBN 0-912050-01-2)
- (en) A History of Zionism, Londres, Weidenfeld and Nicolson, 1972.
- (en) Neo-Isolationism and the World of the Seventies, New York: Library Press, 1972.  (ISBN 0-912050-38-1)

- (en) Confrontation: the Middle-East War and World Politics', Londres : Wildwood House, 1974.  (ISBN 0-7045-0096-5)
- (en) Weimar, a Cultural History, 1918-1933, Londres : Weidenfeld and Nicolson, 1974.  (ISBN 0-297-76574-4)
- (en) Terrorism, Boston : Little, Brown, 1977.  (ISBN 0-316-51470-5)
- (en) Guerrilla: a Historical and Critical Study, Londres : Weidenfeld and Nicolson, 1977.  (ISBN 0-297-77184-1)
- (en) A Continent Astray: Europe, 1970-1978, New York : Oxford University Press, 1979.  (ISBN 0-19-502510-5)
- (en) The Missing Years: a Novel, Boston : Little, Brown, 1980.  (ISBN 0-316-51472-1)
- (en) The Terrible Secret: Suppression of the Truth about Hitler's « Final Solution », Boston et Toronto, Little, Brown & Co, 1980.  (ISBN 0-316-51474-8).
- (en) The Political Psychology of Appeasement: Finlandization and Other Unpopular Essays, New Brunswick, New Jersey : Transaction Books, 1980.  (ISBN 0-87855-336-3)
- (en) America, Europe, and the Soviet Union: Selected Essays, New Brunswick, New Jersey : Transaction Books, 1983.  (ISBN 0-87855-362-2)
- (en) Looking Forward, Looking Back: a Decade of World Politics, New York : Praeger, 1983.  (ISBN 0-03-063422-9)
- (en) Germany Today: A Personal Report, Boston : Little, Brown, 1985  (ISBN 0-316-51453-5)
- (en) A World of Secrets: the Uses and Limits of Intelligence, New York : Basic Books, 1985.  (ISBN 0-465-09237-3)
- (en) Coécrit avec Richard Breitman, Breaking The Silence, New York : Simon and Schuster, 1986.  (ISBN 0-671-54694-5)
- (en) The Age of Terrorism, Boston ; Toronto : Little, Brown, 1987.  (ISBN 0-316-51478-0)
- (en) The Long Road to Freedom: Russia and Glasnost, Collier Books, 1989.  (ISBN 0-02-034090-7)
- (en) Soviet Realities: Culture and Politics from Stalin to Gorbachev, New Brunswick, U.S.A. : Transaction Publishers, 1990.  (ISBN 0-88738-302-5)
- (en) Stalin: the Glasnost Revelations, New York : Scribner's, 1990.  (ISBN 0-684-19203-9)
- (en) Coécrit avec John Erickson, Soviet Union 2000: Reform or Revolution ?, New York : St. Martin's Press, 1990.  (ISBN 0-312-04425-9)
- (en) Thursday's Child Has Far to Go: A Memoir of the Journeying Years, Scribner, 1992.  (ISBN 0-684-19421-X)
- (en) Europe In Our Time: A History, 1945-1992, New York : Viking, 1992.  (ISBN 0-670-83507-2)
- (en) Black Hundreds: the Rise of the Extreme Right in Russia, New York : HarperCollins, 1993.  (ISBN 0-06-018336-5)
- (en) The Dream That Failed: Reflections on the Soviet Union, New York : Oxford University Press, 1994.  (ISBN 0-19-508978-2)
- (en) Fascism: Past, Present, Future, New York : Oxford University Press, 1996.  (ISBN 0-19-509245-7)
- (en) Fin de Siècle and Other Essays on America & Europe, New Brunswick, New Jersey ; Londres, R-U : Transaction Publishers, 1997.  (ISBN 1-56000-261-1)
- (en) Guerrilla Warfare: A Historical and Critical Study, Transaction Publishers, 1997.  (ISBN 0-7658-0406-9)
- (en) Origins of Terrorism: Psychologies, Ideologies, Theologies, States of Mind, Woodrow Wilson Center Press, 1998.  (ISBN 0-943875-89-7)
- (en) The New Terrorism: Fanaticism and the Arms of Mass Destruction, New York : Oxford University Press, 1999.  (ISBN 0-19-511816-2)
- (en) Generation Exodus: the Fate of Young Jewish Refugees From Nazi Germany, Hanovre, N. H. ; Londres : University Press of New England [pour] Brandeis University Press, 2001.  (ISBN 1-58465-106-7)
- (en) No End to War: Terrorism in the Twenty-first Century, New York : Continuum, 2003.  (ISBN 0-8264-1435-4)
- (en) Voices of Terror: Manifestos, Writings and Manuals of Al Qaeda, Hamas, and Other Terrorists from Around the World and Throughout the Ages, Sourcebooks, Inc, 2004.  (ISBN 1-59429-035-0)
- (en) « Dying for Jerusalem »: The Past, Present and Future of the Holiest City, Sourcebooks, Inc, 2006.  (ISBN 1-4022-0632-1)
- (en) The Changing Face of Antisemitism: From Ancient Times to the Present Day, Oxford University Press, 2006.  (ISBN 0-19-530429-2)
- (en) The Last Days of Europe: Epitaph for an Old Continent, Thomas Dunne Books, 2007.  (ISBN 0-31-236870-4)
- (en) Putinism: Russia and its Future with the West. New York: Thomas Dunne Books, 2015,  (ISBN 978-1250064752)[2]

### En tant qu'éditeur
- (en) Coédité avec George Lichtheim, The Soviet Cultural Scene, 1956-1957, New York : Praeger, 1958.
- (en) Coédité avec Leopold Labedz, Polycentrism: the New Factor in International Communism, New York : Praeger, 1962.
- (en) Coédité avec George L. Mosse, 1914: The Coming of the First World War, New York, Harper & Row 1966.
- (en) Coédité avec George L. Mosse, Education and Social Structure in the Twentieth Century, New York, Harper & Row, 1967.
- (en) Coédité avec Bernard Krikler, A Readers Guide to Contemporary History, Londres : Weidenfeld and Nicolson, 1972.  (ISBN 0-297-99465-4)
- (en) Coédité avec George L. Mosse, Historians in Politics, Londres : Sage Publications, 1974.  (ISBN 0-8039-9930-5)
- (en) (éd.), Fascism: a Reader's Guide: Analyses, Interpretations, Bibliography, Berkeley : University of California Press, 1976.  (ISBN 0-520-03033-8)
- (en) (éd.), The Guerrilla Reader: a Historical Anthology, Philadelphia : Temple University Press, 1977.  (ISBN 0-87722-095-6)
- (en) (éd.), The Terrorism Reader: a Historical Anthology, Philadelphia : Temple University Press, 1978.  (ISBN 0-87722-119-7)
- (en) Coédité avec Barry Rubin, The Human Rights Reader, Philadelphia : Temple University Press, 1979.  (ISBN 0-87722-170-7)
- (en) (éd.), The Second World War: Essays in Military and Political History, Londres : Sage Publications, 1982.  (ISBN 0-8039-9780-9)
- (en) (éd.), The Pattern of Soviet Conduct in the Third World, New York, N. Y. : Praeger, 1983.  (ISBN 0-03-063944-1)
- (en) Coédité avec Barry Rubin, The Israel-Arab Reader: a Documentary History of the Middle East Conflict, New York, N. Y. : Penguin Books, 1984.  (ISBN 0-14-022588-9)
- (en) Coédité avec Robert Hunter, European Peace Movements and the Future of the Western Alliance, New Brunswick, U.S.A.: Transaction Books, 1985.  (ISBN 0-88738-035-2)
- (en) Coédité avec Brad Roberts, America in the World, 1962-1987: a Strategic and Political Reader, New York : St. Martin's Press, 1987.  (ISBN 0-312-01318-3)
- (en) Coédité avec Judith Tydor Baumel, The Holocaust Encyclopedia, Yale University Press, 2001.  (ISBN 0-300-08432-3)

### Sources
- (en) Coédité par Jehuda Reinharz et George L. Mosse, The Impact of Western Nationalisms: Essays Dedicated to Walter Z. Laqueur on the Occasion of his 70th birthday, Londres, Sage, 1992  (ISBN 0-8039-8766-8)
- (it) Gagliano Giuseppe, Il ritorno alla terra madre. L'utopia verde tra ecologia radicale e ecoterrorismo, Uniservice,2010 (ISBN 9788861785953)